# Rheingold (album)
Rheingold je deseti studijski album njemačkog heavy metal-sastava Grave Digger. Diskografska kuća Nuclear Blast Records objavila ga je 26. svibnja 2003.

## Popis pjesama
Tekstovi: Chris Boltendahl, glazba: Boltendahl, Jens Becker, H.P. Katzenburg, Manni Schmidt.
| 1.    | »The Ring« (instrumentalna skladba) | 1:48 |
| 2.    | »Rheingold«                         | 4:01 |
| 3.    | »Valhalla«                          | 3:48 |
| 4.    | »Giants«                            | 4:37 |
| 5.    | »Maidens of War«                    | 5:48 |
| 6.    | »Sword«                             | 5:02 |
| 7.    | »Dragon«                            | 4:07 |
| 8.    | »Liar«                              | 2:46 |
| 9.    | »Murderer«                          | 5:37 |
| 10.   | »Twilight of the Gods«              | 7:21 |
| 44:55 |                                     |      |

| Bonus pjesme na ograničenom izdanju | Bonus pjesme na ograničenom izdanju | Bonus pjesme na ograničenom izdanju | Bonus pjesme na ograničenom izdanju | Bonus pjesme na ograničenom izdanju | Bonus pjesme na ograničenom izdanju | Bonus pjesme na ograničenom izdanju | Bonus pjesme na ograničenom izdanju | Bonus pjesme na ograničenom izdanju | Bonus pjesme na ograničenom izdanju |
| Br.                                 | Skladba                             | Trajanje                            |                                     |                                     |                                     |                                     |                                     |                                     |                                     |
| ----------------------------------- | ----------------------------------- | ----------------------------------- | ----------------------------------- | ----------------------------------- | ----------------------------------- | ----------------------------------- | ----------------------------------- | ----------------------------------- | ----------------------------------- |
| 11.                                 | »Hero«                              | 6:35                                |                                     |                                     |                                     |                                     |                                     |                                     |                                     |
| 12.                                 | »Goodbye«                           | 4:18                                |                                     |                                     |                                     |                                     |                                     |                                     |                                     |
| 55:08                               |                                     |                                     |                                     |                                     |                                     |                                     |                                     |                                     |                                     |

## Zasluge
| Grave Digger - Chris Boltendahl – vokal, prateći vokal, produkcija, koncept naslovnice, orkestarski aranžmani - Manni Schmidt – gitara - Jens Becker – bas-gitara - Stefan Arnold – bubnjevi - H.P. Katzenburg – klavijature, orkestarski aranžmani | Dodatni glazbenici - Das letzte Einhorn – vokal (na pjesmi "Rheingold") - Olaf Senkbeil – prateći vokal - Hacky Hackmann – prateći vokal Ostalo osoblje - Jörg Umbreit – produkcija, inženjer zvuka, miks - Vincent Sorg – produkcija, inženjer zvuka, miks, mastering - Markus Mayer – naslovnica albuma - Stefan Malzkorn – fotografije |